# 7.ª etapa do Tour de France de 2022
A 7.ª etapa do Tour de France de 2022 teve lugar a 8 de julho de 2022 entre Tomblaine e La Planche des Belles Filles sobre um percurso de 176,3 km. O vencedor, por segundo dia consecutivo, foi o esloveno Tadej Pogačar do UAE Emirates, continuando bem como o primeiro na classificação geral.

## Classificação da etapa
| Tomblaine - La Planche des Belles Filles | alta montanha | (176,3 km) |

| \| Classificação por etapas \| Classificação por etapas \| Classificação por etapas \| Classificação por etapas \| Classificação por etapas \| \| Ciclista \| Ciclista \| Equipe \| Tempo \| \| \| ------------------------ \| ------------------------ \| ------------------------ \| ------------------------ \| ------------------------ \| \| 1. \| Tadej Pogačar \| UAE Team Emirates \| 3h58m40s \| \| \| 2. \| Jonas Vingegaard \| Jumbo-Visma \| + 0s \| \| \| 3. \| Primož Roglič \| Jumbo-Visma \| + 12s \| \| \| 4. \| Lennard Kämna \| Bora-Hansgrohe \| + 14s \| \| \| 5. \| Geraint Thomas \| Ineos Grenadiers \| + 14s \| \| \| 6. \| David Gaudu \| Groupama-FDJ \| + 19s \| \| \| 7. \| Enric Mas \| Movistar Team \| + 21s \| \| \| 8. \| Romain Bardet \| Team DSM \| + 21s \| \| \| 9. \| Adam Yates \| Ineos Grenadiers \| + 29s \| \| \| 10. \| Sepp Kuss \| Jumbo-Visma \| + 41s \| \| |                  |                   |          |
| |                  |                   |          |
| Fonte: ProCyclingStats |                  |                   |          |
| Classificação por etapas |                  |                   |          |
| Ciclista | Ciclista         | Equipe            | Tempo    |
| 1. | Tadej Pogačar    | UAE Team Emirates | 3h58m40s |
| 2. | Jonas Vingegaard | Jumbo-Visma       | + 0s     |
| 3. | Primož Roglič    | Jumbo-Visma       | + 12s    |
| 4. | Lennard Kämna    | Bora-Hansgrohe    | + 14s    |
| 5. | Geraint Thomas   | Ineos Grenadiers  | + 14s    |
| 6. | David Gaudu      | Groupama-FDJ      | + 19s    |
| 7. | Enric Mas        | Movistar Team     | + 21s    |
| 8. | Romain Bardet    | Team DSM          | + 21s    |
| 9. | Adam Yates       | Ineos Grenadiers  | + 29s    |
| 10. | Sepp Kuss        | Jumbo-Visma       | + 41s    |

## Classificações ao final da etapa

### Classificação geral(Maillot Jaune)
| \| Classificação geral \| Classificação geral \| Classificação geral \| Classificação geral \| Classificação geral \| \| Ciclista \| Ciclista \| Equipe \| Tempo \| \| \| ------------------- \| ---------------------- \| --------------------- \| ------------------- \| ------------------- \| \| 1. \| Tadej Pogačar \| UAE Team Emirates \| 24h43m14s \| \| \| 2. \| Jonas Vingegaard \| Jumbo-Visma \| + 35s \| \| \| 3. \| Geraint Thomas \| Ineos Grenadiers \| + 1m10s \| \| \| 4. \| Adam Yates \| Ineos Grenadiers \| + 1m18s \| \| \| 5. \| David Gaudu \| Groupama-FDJ \| + 1m31s \| \| \| 6. \| Romain Bardet \| Team DSM \| + 1m32s \| \| \| 7. \| Thomas Pidcock \| Ineos Grenadiers \| + 1m35s \| \| \| 8. \| Neilson Powless \| EF Education-EasyPost \| + 1m37s \| \| \| 9. \| Enric Mas \| Movistar Team \| + 1m43s \| \| \| 10. \| Daniel Felipe Martínez \| Ineos Grenadiers \| + 1m55s \| \| |                        |                       |           |
| |                        |                       |           |
| Fonte: ProCyclingStats |                        |                       |           |
| Classificação geral |                        |                       |           |
| Ciclista | Ciclista               | Equipe                | Tempo     |
| 1. | Tadej Pogačar          | UAE Team Emirates     | 24h43m14s |
| 2. | Jonas Vingegaard       | Jumbo-Visma           | + 35s     |
| 3. | Geraint Thomas         | Ineos Grenadiers      | + 1m10s   |
| 4. | Adam Yates             | Ineos Grenadiers      | + 1m18s   |
| 5. | David Gaudu            | Groupama-FDJ          | + 1m31s   |
| 6. | Romain Bardet          | Team DSM              | + 1m32s   |
| 7. | Thomas Pidcock         | Ineos Grenadiers      | + 1m35s   |
| 8. | Neilson Powless        | EF Education-EasyPost | + 1m37s   |
| 9. | Enric Mas              | Movistar Team         | + 1m43s   |
| 10. | Daniel Felipe Martínez | Ineos Grenadiers      | + 1m55s   |

### Classificação por pontos(Maillot Vert)
| Classificação por pontos | Classificação por pontos | Classificação por pontos | Classificação por pontos | Classificação por pontos |
| Ciclista                 | Ciclista                 | Equipe                   | Pontos                   |                          |
| ------------------------ | ------------------------ | ------------------------ | ------------------------ | ------------------------ |
| 1.                       | Wout van Aert            | Jumbo-Visma              | 203 pts                  |                          |
| 2.                       | Fabio Jakobsen           | Quick-Step Alpha Vinyl   | 140 pts                  |                          |
| 3.                       | Tadej Pogačar            | UAE Team Emirates        | 108 pts                  |                          |
| 4.                       | Jasper Philipsen         | Alpecin-Deceuninck       | 89 pts                   |                          |
| 5.                       | Christophe Laporte       | Jumbo-Visma              | 87 pts                   |                          |
| 6.                       | Magnus Cort              | EF Education-EasyPost    | 86 pts                   |                          |
| 7.                       | Peter Sagan              | TotalEnergies            | 86 pts                   |                          |
| 8.                       | Simon Clarke             | Israel-Premier Tech      | 67 pts                   |                          |
| 9.                       | Dylan Groenewegen        | BikeExchange-Jayco       | 60 pts                   |                          |
| 10.                      | Mads Pedersen            | Trek-Segafredo           | 60 pts                   |                          |

### Classificação da montanha(Maillot à Pois Rouges)
| Classificação da montanha | Classificação da montanha | Classificação da montanha | Classificação da montanha | Classificação da montanha |
| Ciclista                  | Ciclista                  | Equipe                    | Pontos                    |                           |
| ------------------------- | ------------------------- | ------------------------- | ------------------------- | ------------------------- |
| 1.                        | Magnus Cort               | EF Education-EasyPost     | 11 pts                    |                           |
| 2.                        | Tadej Pogačar             | UAE Team Emirates         | 10 pts                    |                           |
| 3.                        | Jonas Vingegaard          | Jumbo-Visma               | 8 pts                     |                           |
| 4.                        | Primož Roglič             | Jumbo-Visma               | 6 pts                     |                           |
| 5.                        | Lennard Kämna             | Bora-Hansgrohe            | 5 pts                     |                           |
| 6.                        | Simon Geschke             | Cofidis                   | 4 pts                     |                           |
| 7.                        | Alexis Vuillermoz         | TotalEnergies             | 2 pts                     |                           |
| 8.                        | Wout van Aert             | Jumbo-Visma               | 2 pts                     |                           |
| 9.                        | Geraint Thomas            | Ineos Grenadiers          | 2 pts                     |                           |
| 10.                       | David Gaudu               | Groupama-FDJ              | 2 pts                     |                           |

### Classificação do melhor jovem(Maillot Blanc)
| Classificação dos jovens | Classificação dos jovens | Classificação dos jovens           | Classificação dos jovens | Classificação dos jovens |
| Ciclista                 | Ciclista                 | Equipe                             | Tempo                    |                          |
| ------------------------ | ------------------------ | ---------------------------------- | ------------------------ | ------------------------ |
| 1.                       | Tadej Pogačar            | UAE Team Emirates                  | 24h43m14s                |                          |
| 2.                       | Thomas Pidcock           | Ineos Grenadiers                   | + 40s                    |                          |
| 3.                       | Brandon McNulty          | UAE Team Emirates                  | + 6m28s                  |                          |
| 4.                       | Andreas Leknessund       | Team DSM                           | + 10m59s                 |                          |
| 5.                       | Matteo Jorgenson         | Movistar Team                      | + 15m30s                 |                          |
| 6.                       | Kevin Geniets            | Groupama-FDJ                       | + 18m10s                 |                          |
| 7.                       | Jasper Philipsen         | Alpecin-Deceuninck                 | + 18m38s                 |                          |
| 8.                       | Fred Wright              | Bahrain Victorious                 | + 22m11s                 |                          |
| 9.                       | Georg Zimmermann         | Intermarché-Wanty-Gobert Matériaux | + 24m50s                 |                          |
| 10.                      | Luca Mozzato             | B&B Hotels-KTM                     | + 27m15s                 |                          |

### Classificação por equipas(Classement par Équipe)
| Classificação por equipes | Classificação por equipes | Classificação por equipes | Classificação por equipes |
| Equipe                    | Equipe                    | Tempo                     |                           |
| ------------------------- | ------------------------- | ------------------------- | ------------------------- |
| 1.                        | Ineos Grenadiers          | 74h13m25s                 |                           |
| 2.                        | Jumbo-Visma               | + 26s                     |                           |
| 3.                        | EF Education-EasyPost     | + 5m55s                   |                           |
| 4.                        | Bora-Hansgrohe            | + 6m20s                   |                           |
| 5.                        | Groupama-FDJ              | + 7m38s                   |                           |
| 6.                        | UAE Team Emirates         | + 8m22s                   |                           |
| 7.                        | Bahrain Victorious        | + 8m45s                   |                           |
| 8.                        | Trek-Segafredo            | + 12m35s                  |                           |
| 9.                        | Arkéa-Samsic              | + 13m55s                  |                           |
| 10.                       | Team DSM                  | + 14m26s                  |                           |

## Abandonos
Nenhum.